# قزاقستانیه

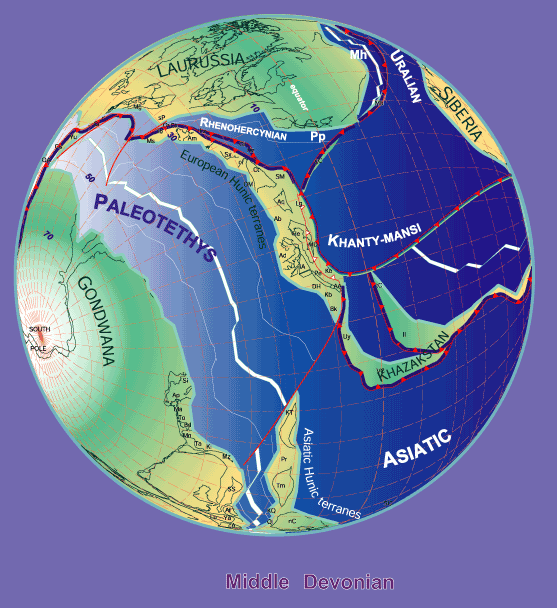
جایگاه قاره‌ها در حدود ۳۸۰ میلیون سال پیش، در اواخر دوونین. بخش جنوب شرقی خشکی درازدامن در تصویر بعدها قزاقستانیه را تشکیل داده و بین سیبری و لوراسیا گیر افتاد.

در زمین‌شناسی، قزاقستانیه (به انگلیسی: Kazakhstania) یا بلوک قزاقستان نام یک قاره کهن است که گستره آن کمابیش با کشور امروزی قزاقستان همپوشانی داشت، گرچه بخش‌هایی از قزاقستانیه کهن، امروزه به زیر صفحه‌های زمین‌شناختی پیرامون لغزیده است.
در مراحل پایانی شکل‌گیری ابرقاره پانگه‌آ و همزمان با کوهزایی اورالی، قزاقستانیه بین صفحه‌های سیبری و لوراسیا گیر افتاد. صفحه آمریکا نیز در این اثنا به لوراسیا ضمیمه شده بود. قزاقستانیه اکنون بخشی از صفحه اورآسیا را تشکیل می‌دهد.
قزاقستانیه از گودی توران و فلات تورگای تا بیابان‌های گُبی و تکله‌مکان ادامه داشت. جونغارستان نیز بخشی از قاره کهن قزاقستانیه به‌شمار می‌آمد و در سمت جنوب تا دریای آرال ادامه می‌یافت.
کوچک‌قاره قزاقستانیه احتمالاً از جمع شدن چند قوس جزیره‌ای با یکدیگر و گیر افتادن چند قطعه خشکی بین آن‌ها تشکیل شد. قزاقستانیه در دوره‌های کربنیفر و پرمین با سیبری برخورد کرد که شکل‌گیری رشته‌کوه آلتای نتیجه آن است. قزاقستانیه پس از آن با لوراسیا پیوند یافت که نتیجه آن تشکیل کوهستان اورال بود.